# ほの国百貨店
ほの国百貨店（ほのくにひゃっかてん）は、かつて愛知県豊橋市に存在していた百貨店およびその運営会社。
2010年（平成22年）9月までは丸栄グループに属していた「株式会社豊橋丸栄」が管理・運営していたが、2012年（平成24年）3月1日に独立した運営となり名称を変更した。2020年3月15日に閉店。

## 歴史
1971年（昭和46年）8月20日に愛知県名古屋市の百貨店丸栄のグループ会社として設立され、1974年（昭和49年）10月1日に豊橋丸栄として開店した。
タレントの高島忠夫らを迎えて周辺の繁華街を練り歩く開業の祝賀パレードが行われて黒山の人だかりとなり、開業3日間で売上高約2億円を上げて好調なスタートを切った。
当店の進出に対抗するため、豊橋駅前にあった豊橋丸物が西武百貨店と提携して1973年（昭和48年）11月に増床すると共に、豊橋西武に改称するなど、当店の開業は豊橋の商業界に大きな影響を与えた。
1992年（平成4年）2月期に売上高約161億円を上げ、その後は減少に転じたものの1997年（平成9年）2月期には売上高約136.73億円で経常利益約0.68億円を上げていた。だが2000年（平成12年）2月期には売上高約110.77億円で経常損失約0.02億円と赤字に転じるなど業績が低迷し始め、2003年（平成15年）2月期には売上高約84億円にまで落ち込んだ。
2003年（平成15年）8月にライバルだった豊橋西武が閉店したため、開店30周年に向けて準備していた改装を前倒しして同年9月4日にはインストアベーカリー「ドンク」など豊橋西武からテナント14店を移転させて、地下食品売り場）や三河地区最大の品揃えの1階コスメワールド、婦人服売場の拡張などを行って新装開店した。これを皮切りに2004年（平成16年）3月4日には紳士服や婦人服などの売場を対象に第2弾の改装を行って新装開店すると共に豊橋西武から顧客を抱えるベテラン社員を獲得するなどして2004年（平成16年）2月期に売上高約102.96億円（前期比10.6%増）で経常利益は約2.01億円（前期比約4.8倍）となり、2006年（平成18年）2月期も売上高約106.12億円（前期比4.4%減）で過去最高の営業利益約3.04億円（前期比1.5%増）で経常利益は約1.92億円（前期比43.3%減）となるなど売上が一時的に回復した。
しかし、2006年（平成18年）2月期決算で固定資産を廃棄処分して特別損失約2.27億円を計上したのを皮切りに、翌年2007年（平成19年）2月期決算で減損会計を適用して特別損失として約26億円を計上して23億円の赤字となって債務超過になる2度目の危機に陥った。このため、2008年（平成20年）2月1日に会社分割による新会社2代目豊橋丸栄を設立するなど丸栄の支援で財務を建て直すなどてこ入れをはかったが、2008年（平成20年）2月期は売上高約101.39億円で営業利益約1.45億円、経常利益約0.12億円となったものの純損失約4.00億円となるなど損失計上が続いた。
2008年4月17日に米国の人気ブランドや中国料理の惣菜店、人気弁当店、高齢者向け売場の導入を行うなど大規模な改装を行って新装開店し、同年9月には開店以来初の宝石・時計売り場改装を行うなどした。だがリーマン・ショック後の景気低迷を受けて2009年（平成21年）2月期に売上高約94.93億円で営業利益約0.71億円、経常利益約1.75億円、純損失約0.57億円となり、2010年（平成22年）2月期には売上高約82.88億円で営業損失約1.00億円、経常損失約1.59億円、純損失約2.51億円と完全に赤字に転落するなど4年連続で最終損益が赤字となり、同年8月末に正社員97人中45人が早期退職募集に応募し、退職して残った従業員の給与の20%を削減する大規模な人件費削減を行い、翌月9月にわずか1,000円で投資会社に売却されて丸栄の傘下から離脱することになった。
この丸栄から投資ファンドへの売却が行われた時点で既に健全資産を分離した会社を経営陣や従業員が参画して買収するMEBO（マネジメント・エンプロイー・バイアウト）での経営再建が構想されており、同年11月1日に会社分割を実施と同時にMEBOが実施されて役員5人と部長級の4人が700万円を出資するなど役員と従業員が出資・設立した3代目豊橋丸栄が百貨店事業を引き継いで独立した地場資本の百貨店となった。この企業分割により2代目豊橋丸栄はティーエム管財へ社名変更し、2011年（平成23年）3月22日に東京地方裁判所から特別清算開始決定を受けて清算されている。
このMEBO実施の際に9階の衣料品売り場を閉鎖して地域貢献する催事場に転換すると共に、店舗周辺の広小路発展会や豊橋市と連携して中心市街地の活性化に取り組んだり、地元の一般市民からモニターを募集して意見や要望を聞いたりするなど地域密着の方針を打ち出している。
2011年（平成23年）8月にエディオンのフランチャイズ店やカリモクの家具売場を導入するなど売場の改装も進められた。2011年（平成23年）8月中間決算で営業利益約1.01億円と黒字転換したことから店名と社名を変更してより地元に根付きたいとして公募に踏み切り、2012年（平成24年）3月1日には店名と社名をほの国百貨店に変更して包装紙や買い物袋も一新して新たなスタートを切った。
地下の食品売り場を「街の駅トレマ」として、販売経路を持たない地元の農家のための売り場を開設するなど地元産の食材をこれまで以上に充実させ、地元の産業を育てるインキュベーターを目指すなど地域密着型の経営の推進を目指す方針を打ち出した。その一環として、名称変更の翌月4月には、店舗前を通る路面電車などを運行する豊橋鉄道と提携して、1000円以上買い物をした客を対象に従来の路面電車の乗車券に加えて、豊橋鉄道渥美線や豊鉄バス乗車券引換券か乗車券を渡す「おかえり切符」サービスの拡大を図ったほか、同月には同社との共同企画で、老舗和菓子店や食品店のほか三河木綿や美術建具・工芸品など東三河地域の名産と観光情報を集めた「ほの国観光と物産展」を開催するなど、東三河地区唯一の百貨店として地元に根付いた百貨店を目指した経営を展開。2012年2月期は売上高約70億円の維持を目指した。
2019年11月15日、翌年3月15日に閉店する予定を発表した。インターネット通販や大都市圏への消費流出などで、売上高は2019年2月期に約50億円へと低落。現在の運営会社も約9000万円の債務超過となっているほか、2017年に実施した耐震診断で判明した改修の費用捻出も難しいことから閉店を決断した。2020年3月15日に閉店。法人は同年5月25日に開かれた株主総会の決議で解散し、6月1日に名古屋地方裁判所豊橋支部へ特別清算を申請し、同年6月22日に特別清算開始決定を受けた。負債総額は19億3771万円。
土地・建物は2020年末までに総合地所、大和ハウス工業、阪急阪神不動産の3社へ譲渡された。2021年1月に解体が開始され、解体工事は2022年9月終了予定となっている。跡地には分譲マンション「HONOKUNI RESIDENCE（ほの国レジデンス）」が建設された（2024年10月竣工）。
ほの国百貨店は2021年6月14日に法人格が消滅した。

## 店名やストアカラーとその由来
当店の所在する東三河地域が、律令制以前に「ほの国」（穂国）と呼ばれていたことに由来し、一般公募373件から選ばれたものである。
ストアカラーは稲の苗の「緑」が選ばれ、1974年（昭和49年）の開店時の「緑の街の白い百貨店」のイメージも引継いでいる。

## ギフトショップ
ギフトショップが東三河地域に2店舗存在した。

### 新城店
住所：愛知県新城市宮ノ後68番地
ピアゴ新城店の向かい側にあったが、2009年（平成21年）に閉店。周辺と合わせて敷地がユニーに買収され、その土地に2012年11月2日にピアゴ新城店が移転･増床して開店した。

### 田原店[2]
住所：愛知県田原市田原町汐見18番地
2016年（平成28年）6月19日に閉店。

## 周辺
- 豊橋鉄道東田本線 駅前大通停留場
- 名豊ビル